# Mariah Millen
Mariah Alice Jane Millen (Toronto, 29 de junio de 1998) es una deportista canadiense que compite en vela. Es hija del regatista John Millen.
En los Juegos Panamericanos de 2023 obtuvo una medalla de plata en la clase 49er FX.

## Palmarés internacional
| Juegos Panamericanos | Juegos Panamericanos | Juegos Panamericanos | Juegos Panamericanos |
| Año                  | Lugar                | Medalla              | Clase                |
| -------------------- | -------------------- | -------------------- | -------------------- |
| 2023                 | Santiago (Chile)     | Medalla de plata     | 49er FX              |